# Швидкозшивач

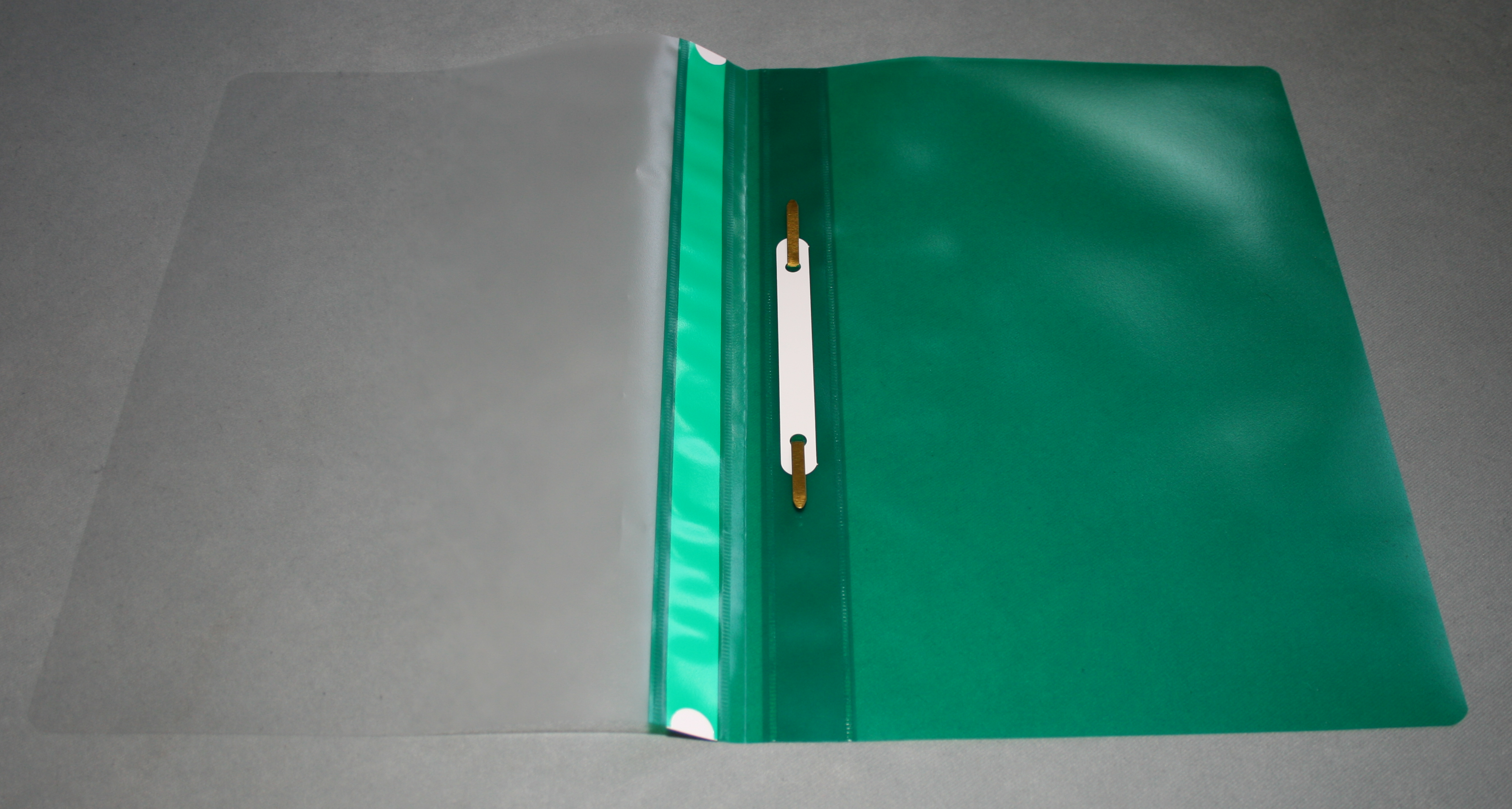
Відкритий швидкозшивач.

Швидкозшивач — тека для швидкого збору документів, зазвичай виготовлений з картону або пластмаси і захищає документи від забруднення і механічних пошкоджень. Документи кріпляться металевими дужками (як у зшивача документів).
Винахідником швидкозшивача вважається німець Карл Гладітц (Carl Gladitz). Службовець міського управління міста Зоден в 1895 році придумав зручний метод збору та захисту для документів. Спочатку він виробляв свій винахід у Зодені, потім фірма переїхала до Бадену, пізніше, в Берлін.